# Governador Archer
Governador Archer este un oraș în unitatea federativă Maranhão (MA), Brazilia.